# TEB BNP Paribas Istanbul Open 2017
Il TEB BNP Paribas Istanbul Open 2017 è stato un torneo professionistico di tennis giocato all'aperto sulla terra rossa. È stata la terza edizione dell'evento facente parte dell'ATP Tour 250 nell'ambito dell'ATP World Tour 2017. Il torneo si è svolto nella Koza World of Sports Arena di Istanbul, in Turchia, dal 1° al 7 maggio 2017.

## Partecipanti

### Teste di serie
| Nazionalità | Giocatore         | Ranking* | Testa di serie |
| ----------- | ----------------- | -------- | -------------- |
| Canada      | Milos Raonic      | 6        | 1              |
| Croazia     | Marin Čilić       | 8        | 2              |
| Argentina   | Diego Schwartzman | 34       | 3              |
| Italia      | Paolo Lorenzi     | 38       | 4              |
| Serbia      | Viktor Troicki    | 39       | 5              |
| Australia   | Bernard Tomić     | 41       | 6              |
| Croazia     | Borna Ćorić       | 48       | 7              |
| Belgio      | Steve Darcis      | 53       | 8              |

* Ranking al 24 aprile 2017.

### Altri partecipanti
I seguenti giocatori hanno ricevuto una wild card per il tabellone principale:
- Marin Čilić
- Márton Fucsovics
- Cem İlkel

Il seguente giocatore è entrato in tabellone come special exempt:
- Laslo Đere

I seguenti giocatori sono passati dalle qualificazioni:

- Riccardo Bellotti
- Daniel Brands
- Adrián Menéndez Maceiras
- Stefanos Tsitsipas

Il seguente giocatore è entrato in tabellone come lucky loser:
- Mohamed Safwat

## Campioni

### Singolare
Marin Čilić ha sconfitto in finale  Milos Raonic con il punteggio di 7–6(3), 6-3.
- È il diciassettesimo titolo in carriera per Čilić, primo della stagione.

### Doppio
Roman Jebavý /  Jiří Veselý hanno sconfitto in finale  Tuna Altuna /  Alessandro Motti con il punteggio di 6-0, 6-0.